# I Choose
«I Choose» és el novè senzill de la banda californiana The Offspring, i el cinquè de l'àlbum Ixnay on the Hombre. Fou publicat el 1997 amb la producció de Dave Jerden. Malgrat que va aconseguir una bona posició en la llista de cançons rock estatunidenca, la seva repercussió comercial fou molt inferior als anteriors senzills, i posteriorment fou descartada per l'àlbum de grans èxits de la banda, Greatest Hits (2005).
La lletra de la cançó conté una referència literària a la història "A Perfect Day for Bananafish" de J. D. Salinger.
El videoclip de la cançó fou dirigit pel mateix líder de la banda Dexter Holland, mostrant una sèrie d'escenes còmiques en un aeroport. En el DVD de la compilació Greatest Hits (2005), la banda va bromejar sobre la idea de fer un videoclip com aquest en l'actualitat, tenint en compte la seriositat de la seguretat en els aeroports. El videoclip fou inclòs posteriorment en la compilació de videoclips Complete Music Video Collection (2005).

## Llista de cançons[calcitació]
| Núm.          | Títol                  | Durada |
| ------------- | ---------------------- | ------ |
| 1.            | «I Choose»             | 3:54   |
| 2.            | «All I Want» (Directe) | 2:02   |
| 3.            | «Mota»                 | 2:55   |
| Durada total: | Durada total:          | 8:11   |